# Čuček
Čuček je priimek v Sloveniji, ki ga je po podatkih Statističnega urada Republike Slovenije na dan 1. januarja 2010 uporabljalo 576 oseb in je med vsemi priimki po pogostosti uporabe uvrščen na 482. mesto.

## Znani nosilci priimka
- Aleš Čuček, plesalec sodobnega plesa (učenec Pine Bausch)
- Anja Čuček, novinarka in TV voditeljica (Ugriznimo znanost)
- Filip Čuček (*1977), zgodovinar, publicist
- Franc Čuček (1882—1969), veletrgovec, industriálec
- Ivan Čuček (1911—1992), geodet, strok. za fotogrametrijo, univ. profesor
- Janez Čuček (1937—2024), novinar, TV voditelj, publicist, pisatelj
- Jernej Čuček Grbec, umetnik?
- Jožef Čuček (1826—1886), teolog, logik
- Klavdija Čuček Trifkovič, dekanja Fakultete za zdravstvene vede v Mariboru
- Leopold Čuček (*1953), podpolkovnik SV, veteran vojne za Slovenijo
- Lidija Čuček, znanstvenica, prof. FKKT? UM
- Ljubo Čuček, atlet veteran
- Majda Čuček Gerbec (*1952), geodetinja
- Manca Čuček, športna plesalka
- Marij Čuček (*1950), biolog, ekolog?
- Mič Čuček, popularna glasba
- Mira Šentjurc Čuček (1923—2004), športnica atletinja
- Rajmund Čuček (1849—1921), gimnazijski profesor, pisec učbenikov
- Trina Čuček Meršol (*1997), ilustratorka